# Kysylkum

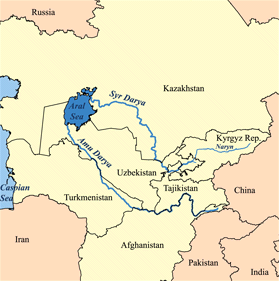
Die Kysylkum, flankiert durch die Flüsse Amudarja und Syrdarja

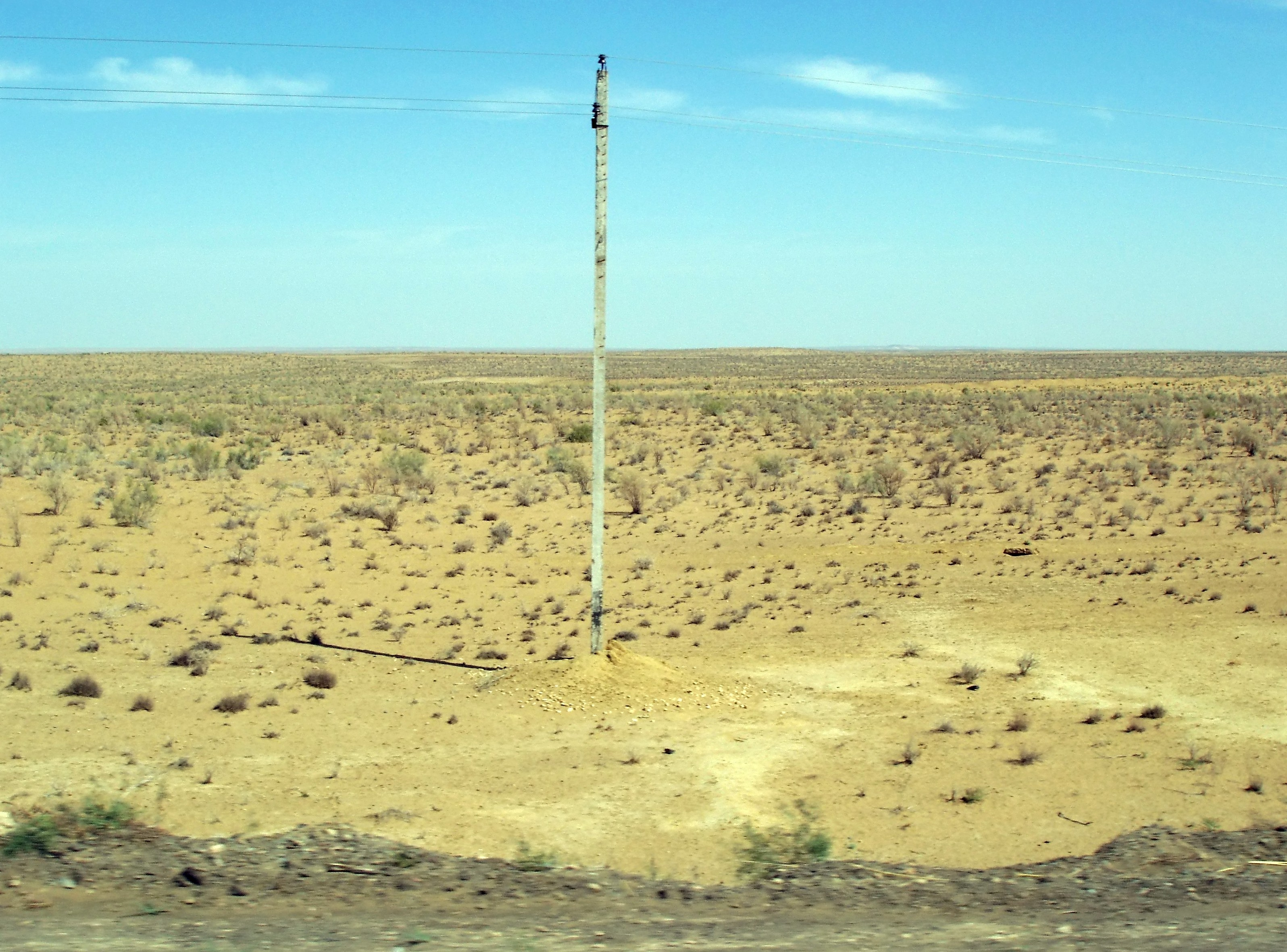
Landschaft in der Kysylkum in der usbekischen Provinz Xorazm

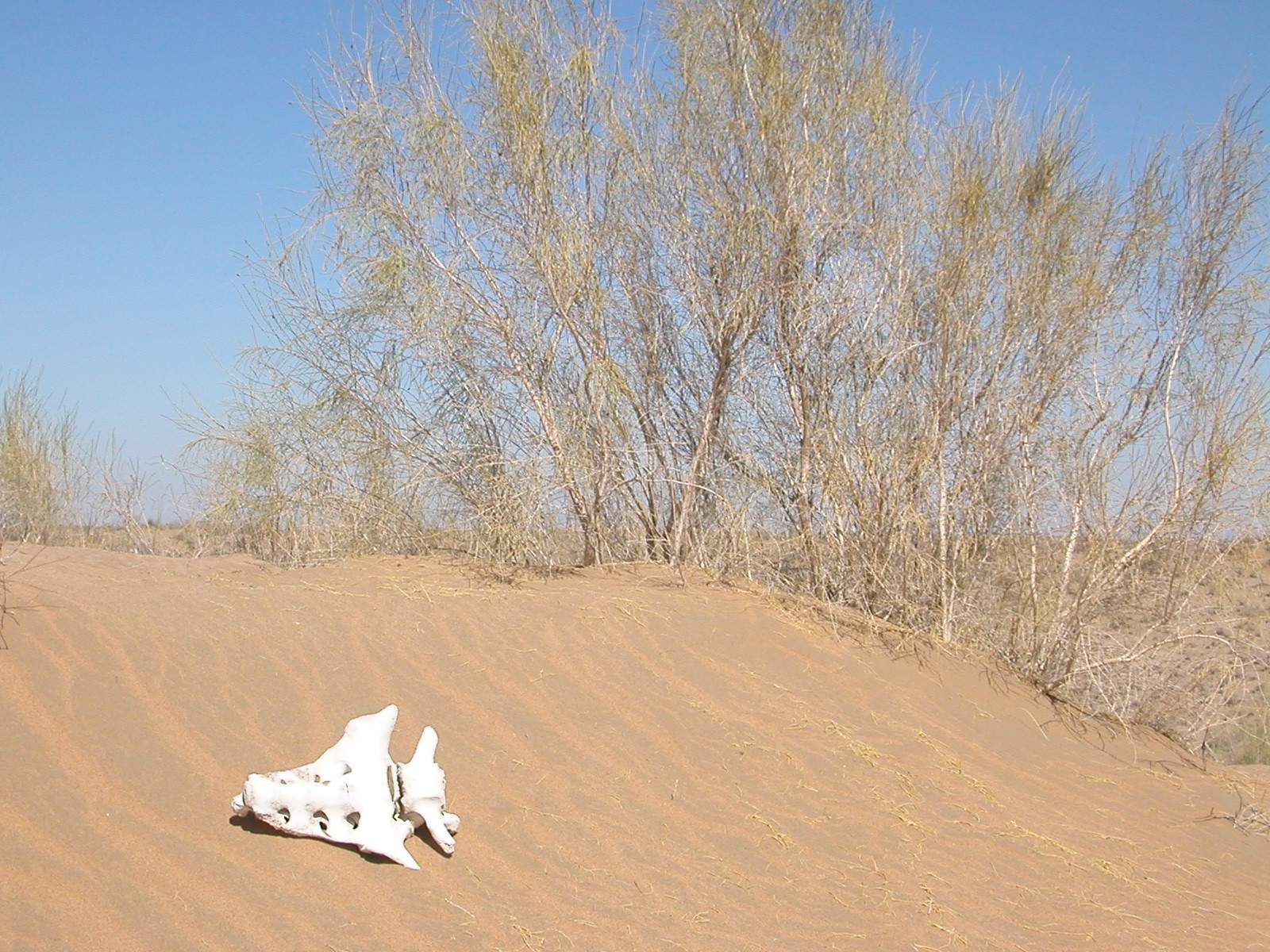
Wüste, eine lebensfeindliche Landschaft

Kysylkum oder Kizilkum (usbekisch Qizilqum, wörtlich „Roter Sand“, russisch Кызылкум) ist eine Kies- und Sandwüste, die zum größten Teil im inneren des Tieflands von Turan liegt. Sie ist etwa 200.000 km² groß und gehört zu den Staatsgebieten von Turkmenistan, Usbekistan und Kasachstan. Der Großteil des Kysylkum-Gebietes (Navoiy) wurde 1932 beziehungsweise 1936 mitsamt Karakalpakistan von der Kasachischen an die Usbekische SSR abgetreten.
Im Norden wird sie durch den Fluss Syrdarja, im Südwesten durch den Amudarja begrenzt. Jenseits des Amudarja im Westen liegt die noch größere Wüste Karakum und im Norden die neu entstandene Wüste Aralkum.
Vor 60 Millionen Jahren falteten sich die Gebirge Himalaya, Tianshan und Pamir auf und verwandelten das bestehende Meer in ein Binnenseebecken, in dem heute die Wüsten Kysylkum und Karakum liegen. Weil bis zur Entleerung des mittelasiatischen Binnenmeers ins Schwarze Meer vor rund 35 Millionen Jahren einige der heutigen Gebirge Inseln waren, hat die Kyslkum ein relativ abwechslungsreiches Landschaftsbild. Zahlreiche Ebenen sind mit einem Gemisch von Sand und Schotter bedeckt. Dort findet sich der rote Sand, von dem sich der Name der Wüste herleitet.

## Paläontologie
Aufgrund ehemals maritimer Topografie finden sich vielfältige Fossilien. Besonders interessant ist die Bissekty-Formation in Usbekistan aus der frühen Phase der Oberkreidezeit, in der Bissektipelta gefunden wurden. Weiterhin sind aus der Region Spuren von Troodontidae, Therizinosaurus, Ornithomimosauria oder Enantiornis martini u. a. bekannt.

## Wirtschaft
Die Bewohner nutzen die weitläufigen Flächen der Kysylkum für (Nutz-)Viehwirtschaft, insbesondere um Schafe, Dromedare und baktrische Kamele die dürftige Vegetation grasen zu lassen (kleinere Kräuterpflanzen und Sträucher).
Die Gegend ist reich an Rohstoffen wie Gold, Silber, Uran, Kupfer und Erdöl. Im Granitmassiv des Muruntau wird Gold seit 1967 abgebaut. Veredelt werden die Rohstoffe in Navoiy, Zarafshon und Uchquduq. Gazli und Muborak sind Zentren der Erdgasproduktion.